# Rollei Rolleiflex SL2000F

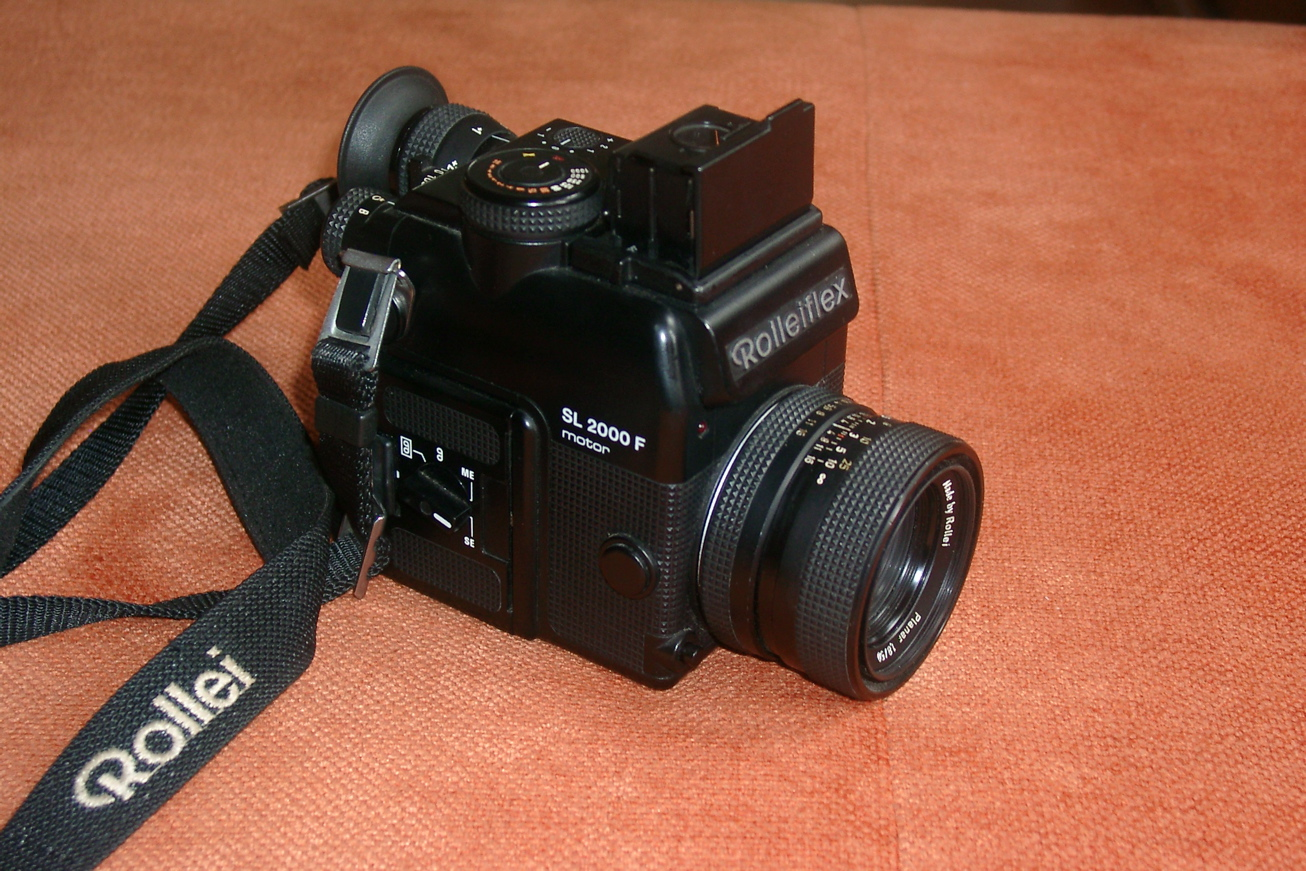
Ansicht einer Rollei SL 2000 F

Die Rolleiflex SL2000F ist eine Kleinbild-Spiegelreflexkamera in der Bauform eines Kubus, die sonst nur im Mittelformat gebräuchlich ist (etwa von Hasselblad). Vorteile sind der modulare Aufbau mit einem im Betrieb wechselbaren Filmmagazin. Mehrere unterschiedliche Filme (Schwarz-Weiß/Farbe oder verschiedene Filmempfindlichkeiten) können so auch für einzelne Bilder ausgetauscht werden.

## Geschichte
Anfang des Jahres 1981 brachte die Firma Rollei Fototechnic GmbH & Co. KG die Spiegelreflexkamera Rolleiflex SL 2000 F auf dem Markt. Als Entwicklungsingenieur war damals Heinz Waaske tätig, der sich zum Ziel gesetzt hatte, auch im Kleinbildbereich Filme zwischen den Belichtungen wechseln zu können. Von der SL 2000 F wurden bis Mitte 1984 4800 Stück produziert. Ab Juli 1984 wurde sie dann von der Rolleiflex 3003 abgelöst, welche bis 1994 in einer Stückzahl von nur 2800 hergestellt wurde. Als Sparmodell gab es von 1986 bis 1991 auch eine Rolleiflex SL 3001. Obwohl sie als Sparmodell keinen Lichtschachtsucher hat, war sie mit nur 1600 produzierten Exemplaren die eigentlich exklusivste Serienversion dieser Kamerareihe. Von der 3003 bot Rollei 1990 ein Traveller-Set an, bestehend aus der Kamera mit Normalobjektiv, Apo-Rolleinar f/3,5–4,5 70–210 mm, Schnellladegerät, NC-Power-Pack und Tectra Kunststoffkoffer.
Zu den Standardmodellen kamen noch diverse Sondervarianten hinzu, so zum Beispiel Schaumodelle mit einem Gehäuse aus transparentem Kunststoff (100 Stück), Lederbezug oder Sonderlackierung. Weiterhin gab es auch das Modell Rolleiflex 3000 ED im sogenannten Halbformat (24 mm × 18 mm). Das ED im Modellnamen bezog sich wahrscheinlich auf Erkennungsdienst. Hier wurde Filmtransport und Lichteintritt so abgeändert, dass nur die halbe Breite des Kleinbildformates aktiv sind. Somit konnte man doppelt so viele (72) Porträts auf einen Film bringen.

## Aufbau
Die Rolleiflex SL 2000 F und 3003 zeichnen sich durch für Kleinbildkameras ungewöhnliche Besonderheiten aus. Sie sind zunächst einmal in ihre Hauptelemente ohne Werkzeug zu zerlegen, so dass man also die Bestandteile Objektiv, Kameragehäuse, Filmmagazin und Akkupack mit der Hand voneinander trennen kann. Des Weiteren lässt sich auch der faltbare Lichtschacht herausnehmen und ebenso die gegen verschiedene Ausführungen auswechselbare Einstellscheibe. Als weitere Besonderheit hat die SL 2000 F serienmäßig zwei Auslöser, die 3003 sogar drei, die 3001 jedoch nur einen. 2000F und 3001 hatten als schnellste Belichtungszeit die 1/1000s, die 3003 sogar die 1/2000s. Zusätzlich ist im Boden ein vom Systemhandgriff zu betätigender Auslöser untergebracht. Doppelt vorhanden ist auch der Sucher. Es gibt einen sogenannten Fernrohrsucher an der Rückseite der Kamera sowie einen faltbaren Lichtschachtsucher mit einschwenkbarer Lupe auf der Oberseite der Kamera. Die 3001, als Sparmodell, hingegen ist nur mit dem Fernrohrsucher ausgestattet. Fast (vgl. Contarex / Contaflex) einzigartig macht diese Kameramodelle das Wechselmagazin. Damit kann man, nach Einstecken eines Schiebers, der das Wechselmagazin lichtdicht macht,  und Lösen einer Verriegelung das Magazin mit dem Film von der Kamera abnehmen und gegen eine andere Filmtype in einem zweiten Magazin tauschen. Somit kann man also einen Filmwechsel ohne Bildverlust vornehmen, wie es sonst nur bei einigen Rollfilmkameras üblich ist.
Die weitere Ausstattung beinhaltet einen integrierten motorischen Filmtransport, der bis zu 3 Bilder pro Sekunde bewerkstelligen kann, sowie einen Blitzschuh für den Anschluss eines TTL-Blitzmesssystem der SCA 300er Reihe und die Rollei-Selektivmessung, welche den mittleren Bildbereich misst, ermittelt die korrekten Belichtungswerte.

## Objektive und Zubehör
Zahlreiche Objektive stehen für die Kamera zur Verfügung. Beginnend beim Fisheye-Objektiv mit einem Bildwinkel von 180° über normale Weitwinkelobjektive mit 74° bis 100° Bildwinkel. Weitergehend mit Standardbrennweiten und Zoomobjektiven bis hin zum Superteleobjektiv mit 1000 mm Brennweite, welche eine 20-fache Abbildungsgröße darstellen kann. Zusätzlich gibt es noch Lupenobjektive, Makro-Objektive und sogar ein Shift- / Perspective-Control Objektiv.
Um den Einsatzbereich zu erweitern, gibt es noch weitergehendes Zubehör:
- Polaroidmagazin
- Langfilmmagazin
- Externer Akkuanschluss
- Hand-, Fuß- und Infrarot-Fernauslöser
- Timer für Belichtungsintervalle
- Prismensportsucher
- Einstellscheiben: Mikroraster, Schnittbild, Gitternetz, …
- Balgengerät
- Zwischenringe
- Adapter für Mikroskope
- Adapter für Objektive mit M39-Gewinde wie Lupenobjektive und Vergrößerungsobjektive
- Adapter mit M42-Gewinde wie für die Praktica
- Adapter mit Mikroskopgewinde für Lupenobjektive wie die Photare und Luminare
- Makrostativ
- Telekonverter
- Unterwassergehäuse
- Pistolenhandgriff mit Ausbausätzen

Die drei offensichtlichsten Neuerungen von der SL 2000 F zur 3003 sind der dritte Auslöser auf der Oberseite der Kamera, welcher im Zusammenspiel mit der neuhinzugekommenen Handschlaufe besonders sinnvoll ist, sowie das nun mit Noppen versehene Einstellrad für die Belichtungszeiten. Ein neues Namensschild und eine veränderte Elektronik tragen ihr Übriges bei.